# Journal of Avian Biology
The Journal of Avian Biology es una revista científica de ornitología revisada por pares y publicada bimestralmente por Wiley en nombre de la Nordic Society Oikos (NSO) en colaboración con Oikos, Nordic Journal of Botany, Wildlife Biology, Lindbergia y Ecography.
Los editores jefe son Staffan Bensch y Jan-Åke Nilsson. La revista se fundó en 1970 con el nombre Ornis Scandinavica y aparecía trimestralmente. Obtuvo su nombre actual en 1994, cambió a publicación bimestral en 2004, publicación mensual continua en 2018 y volvió a publicación bimestral en 2022.
La revista sólo publica en acceso totalmente abierto (desde 2022).
Según el Journal Citation Reports, la revista tiene un factor de impacto de 2,248 en 2021, lo que la sitúa en el quinto lugar entre 31 revistas en la categoría "Ornitología". 